# Чемпионат России по женской борьбе 2021
Чемпионат России по женской борьбе 2021 года прошёл 11—12 мая в Улан-Удэ (Бурятия).

## Призовой фонд
Призовой фонд от генерального партнера чемпионата России компании АО «Забайкальское горнорудное предприятие» составит 7,5 млн рублей — по 750 тысяч на весовую категорию. Победитель чемпионата получит 250 тысяч рублей, призеры — по 150 и 100 тысяч, соответственно, тренер победителя — 150 тысяч рублей.

## Медалистки
| Весовая категория | Золото                              | Серебро                                    | Бронза                                                                                        |
| ----------------- | ----------------------------------- | ------------------------------------------ | --------------------------------------------------------------------------------------------- |
| До 50 кг          | Вероника Гурская Крым               | Валерия Чепсаракова Кемеровская область    | Екатерина Михайлова Москва Анжелика Фёдорова Кемеровская область                              |
| До 53 кг          | Атастасия Ветошкина Санкт-Петербург | Стальвира Оршуш Бурятия                    | Лейла Карымова Оренбургская область Нина Адучиева Бурятия                                     |
| До 55 кг          | Екатерина Исакова Красноярский край | Татьяна Новик Красноярский край            | Айгерим Султанбекова Московская область Марина Симонян Ростовская область, Московская область |
| До 57 кг          | Ирина Ологонова Бурятия             | Хадижат Муртузалиева Дагестан              | Наиля Абзалова Бурятия Севиль Назарова Якутия                                                 |
| До 59 кг          | Валерия Коблова Московская область  | Анастасия Сидельникова Кемеровская область | Кристина Михнева Севастополь Юлия Алборова Москва                                             |
| До 62 кг          | Анжела Фоменко Москва, Алания       | Анастасия Парохина Сахалинская область     | Светлана Липатова Татарстан Анна Щербакова Бурятия                                            |
| До 65 кг          | Мария Кузнецова Бурятия             | Кристина Тамразян Иркутская область        | Дарья Бобрулько Брянская область Анна Краснова Ульяновская область                            |
| До 68 кг          | Ханум Велиева Красноярский край     | Анастасия Братчикова Московская область    | Татьяна Смоляк Брянская область Наталья Федосеева Кемеровская область                         |
| До 72 кг          | Ксения Буракова Дагестан            | Алёна Стародубцева Красноярский край       | Альбина Русина Москва                                                                         |
| До 76 кг          | Екатерина Букина Московская область | Кристина Шумова Красноярский край          | Кристина Дудаева Санкт-Петербург Мария Силина Краснодарский край                              |